# Amy Wren
Amy Wren (Leicestershire, 12 ottobre 1989) è un'attrice britannica.
È rappresentata dalla Waring and McKenna.

## Biografia e carriera
Ha studiato al Parsnips Youth Theatre di Harborough e ha un fratello maggiore, Sam. All'età di quindici anni le è stato diagnosticato un disturbo ossessivo-compulsivo.
Comincia a recitare all'età di 16 anni quando viene notata dalla Walt Disney UK, che le assegna il ruolo di protagonista nella serie televisiva Life Bites; lavora poi per Nickelodeon nelle serie televisive Un genio sul divano e Summer in Transylvania.
Nel 2011 recita nel film Cime tempestose di Andrea Arnolds, dove interpreta Frances Earnshaw, ed entra, nel 2013, nel cast di uwantme2killhim?, film di Andrew Douglas con Jamie Blackley e Joanne Froggatt, nel quale Wren interpreta Zoey.
A maggio 2012 è nella seconda stagione della serie televisiva Silk nel ruolo di Bethany Brassington e pochi mesi dopo è sul set del cortometraggio SLR con Liam Cunningham. A giugno 2013 uwantme2killhim? viene presentato all'Edinburgh International Film Festival e a luglio è nell'episodio Fire della settima e ultima stagione della serie britannica Skins.
Nel 2014 torna a interpretare Bethany nella terza e ultima stagione di Silk e nello spin-off radiofonico Silk: The Clerks.

## Filmografia

### Cinema
- Cime tempestose (Wuthering Heights), regia di Andrea Arnold (2011)
- uwantme2killhim?, regia di Andrew Douglas (2013)
- SLR., regia di Stephen Fingleton – cortometraggio (2013)
- Boreb, regia di Kieron Quirke – cortometraggio (2014)

### Televisione
- Life Bites – serie TV, 13 episodi (2008-2009)
- Un genio sul divano (Genie in the House) – serie TV, episodio 3x21 (2009)
- Casualty – serie TV, episodio 25x11 (2010)
- Summer in Transylvania – serie TV, 7 episodi (2010-2011)
- Life of Riley – serie TV, episodio 3x03 (2011)
- Silk – serie TV, 12 episodi (2012-2014)
- Testimoni silenziosi (Silent Witness) – serie TV, episodi 15x03-15x04 (2012)
- Skins – serie TV, episodi 7x01-7x02 (2013)
- The Last Kingdom – serie TV, 5 episodi (2015)
- Legends – serie TV, episodi 2x06-2x07 (2015)
- Tutankhamon – miniserie TV, 3 puntate (2016)
- Piccole donne (Little Women) – miniserie TV, 1 puntata (2017)

## Teatrografia parziale
- God Save The Teen, di Stephen Powell, regia di Paul Roseby[20]. National Youth Theatre di Londra (2006)
- I.D. 1000, regia di Chris Holt. National Youth Theatre di Londra (2007)
- Miss Julie, regia di Bernice Rowan (2007)
- Blood Wedding, di Federico García Lorca, regia di Mark Sutton[21]. Wachovia Playhouse di Charlotte (2008)[22]

## Doppiatrici italiane
Nelle versioni in italiano dei suoi film, Amy Wren è stata doppiata da:
- Veronica Puccio in Summer in Transylvania
- Roisin Nicosia in The Last Kingdom